# Amyna poecila
Amyna poecila är en fjärilsart som beskrevs av Louis Beethoven Prout 1927. Amyna poecila ingår i släktet Amyna och familjen nattflyn. Inga underarter finns listade i Catalogue of Life.